# Zenon: Z3
Zenon: Z3 is een Disney Channel Original Movie uit 2004 onder regie van Steve Rash.

## Verhaal
Zenon wil niets liever dan de "Galactic Teen Supreme" wedstrijd winnen en feesten bij de "Moonstock Festival" in 2056. Als Sage om haar hulp vraagt bij het redden van de maan van haar ondergang, krijgt Zenon het erg moeilijk...

## Rolverdeling
| Acteur         | Personage       |
| -------------- | --------------- |
| Kirsten Storms | Zenon Kar       |
| Lauren Maltby  | Margie Hammond  |
| Raven-Symoné   | Nebula Wade     |
| Alyson Morgan  | Dasha           |
| Stuart Pankin  | Commander Plank |
| Glenn McMillan | Bronley Hale    |

## Trivia
- Deze film was de eerste Disney Channel Original Movie met een eigen website.
- De letter "Z" wordt vaak gebruikt in de film.
- Zenon was de eerste film met twee vervolgdelen. De tweede was Halloweentown.